# 尤拉伊·亞諾希克

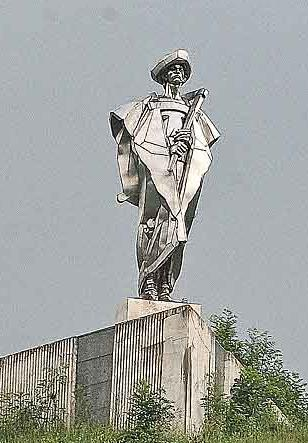
泰爾喬瓦村的亞諾希克雕像

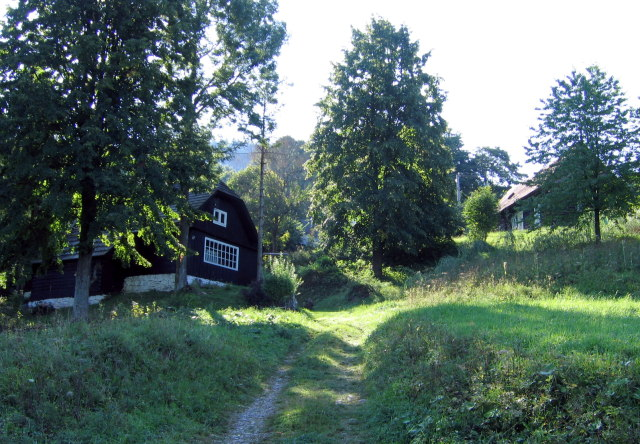
据传是亞諾希克的出生地的泰爾喬瓦村及定居点

尤拉伊·亞諾希克（1688年1月25日—1713年3月18日）是于17世纪末至18世纪初横跨斯洛伐克和波兰的塔特拉山脉地区的一个名为波蘭高原民族（即“山人”）的集团的土匪。他以传奇般义贼的身份从有权有势的富人手中抢劫财物，并将其分配给平民百姓。后来他的故事也传到与这些地区相邻的捷克、匈牙利等地，变得非常有名。

## 生涯
尤拉伊·亞諾希克是居住于當時屬於匈牙利王国（哈布斯堡君主國）的上匈牙利地區的波蘭高原民族（以游牧生產为生的塔特拉山脉的山地民族）。 他的出生地是現今的斯洛伐克共和國日利納州的Horné Považie（上波瓦日）地區的泰爾喬瓦村（現為日利納郡泰爾喬瓦村），因此被认为是斯洛伐克人。亞諾希克被认为是斯洛伐克的民族英雄，在波兰也以塔特拉的英雄而聞名。
根据记载洗礼仪式于1688年5月16日举行，因此生辰被认为是1688年1月25日。尤拉伊的父亲是马丁·亞諾希克（Martin Janosik）和母亲是安娜·采斯内科娃（Anna Tsesneková），据说他有五个兄弟姐妹，亚恩、马丁、亚当以及妹妹芭芭拉。
亚诺希克的活动时期正好与匈牙利反抗哈布斯堡王朝统治的拉科齊獨立戰爭（1703年-1711年）重叠。解放战争爆发后，亚诺希克加入叛军，但在1708年的特伦钦战役中叛军溃败后暂时返回家乡从事农业。然而不久后他加入皇帝军队，并被分配到负责监禁凶恶罪犯的波瓦日地区的比托哈城（现属日利纳州比托哈市）驻扎部队。亚诺希克在那结识被囚禁的卡尔巴基亚盗贼团首领托馬什·烏霍爾奇克。亚诺希克在帮助乌霍尔奇克逃跑后，自己也脱离部队（也有解除役的说法）并加入乌霍尔奇克的盗贼团，开始从事盗窃活动。
1711年，托马什·乌霍尔奇克改名为马尔钦·穆拉韦茨（Martin Murávec）并退出盗贼团。他定居于杰梅尔地区的克莱诺韦茨村（现属班斯卡-比斯特里察州利馬烏斯卡索博塔郡克莱诺韦茨村），从事牧羊和纺织品生产，并担任村里的太平紳士。成为继承人的亚诺希克在乌霍尔奇克的支持下，在现今的利纳省和连接波兰和匈牙利的高速公路所在的特伦钦州的山区实施盗窃活动，主要以商人、高级牧师、邮差和经过的富人为目标。与传说相反，实际上他们抢劫财物的主要目的是为了自己的利益，但是他们也经常将赃物分配给附近村庄的年轻女性，还会给当地有权势的人一些好处，如利普特地区的副省长等地方官员。作为回报，他们经常提供不在场证明等帮助，使亚诺希克多次从困境中脱身。
1712年，因一位同伙被捕及受到拷问而供述，在1713年的春天，亚诺希克在乌霍尔奇克的家中被逮捕及被指控参与发生在霍尔涅·波瓦日地区多马尼贾村（现属特伦钦州波瓦日斯卡比斯特里察郡多马尼贾村）的神父谋杀案，并被关押在利普特地区中心城市利普特斯基·米克拉什市的城堡里。审判于1713年3月16日至17日进行，后来关于亚诺希克一生的大部分记载都基于这次审判的记录 。在审讯中，亚诺希克否认罪行及拒绝供述被视为有罪的证据，因此被判处绞刑并于审判的次日3月18日被处决。然而实际上，亚诺希克与谋杀案毫无关系，这一点已被认为是事实。

### 处刑后
与亚诺希克一起被捕的乌霍尔奇克也遭到酷刑。他供述亚诺希克位于莱茨卡·科特利纳地区奇丘马尼村（现属日利纳州日利纳郡奇丘马尼村）的藏身之处，以及亚诺希克在出生地泰爾喬瓦村藏匿的300名士兵的服装、武器和资金的下落。当时领导解放战争的拉科齊·費倫茨二世已被流亡至波兰，而亚诺希克与曾隶属于反叛军的上校威廉·温克勒保持联系，因此有人指出亚诺希克可能准备发动反对哈布斯堡王朝的武装起义。最终，亚诺希克被处决一个月后，乌霍尔奇克也被处决。
在执行死刑70多年后的1785年，有份文献记载“昔日的盗贼首领亚诺希克，是一位以卓越纪律和平等传道者的形象闻名”（Znamenitá kázeň gednoho Kazatele za dnu hlavnjho zbognjka Jánošjka）。此后，随着民族文化运动的兴起，19世纪至20世纪，涌现大量以亚诺希克为题材的文学作品、绘画、歌剧、芭蕾舞作品，以及多次被改编为电视剧和电影作品。2010年，当地日利纳州的斯洛伐克鐵路公司（ZSSK）将新制造的671系交直流电车配置在日利纳地区，并为其选择亚诺希克作为官方称号。

## 脚注
1. ↑  スロバキア人が民族、国民および文化集団として確立されたのは、言語学者リュドヴィート・シュトゥールによるスロバキア語の制定など民族文化運動が勃興した19世紀以降で、ヤーノシークの時代には「スロバキア人」という概念はなかった。
2. ↑  スロバキアでは名前や名字の種類が多くないため、テルホヴァー村を含むヴァリン教区の教会記録では1687年から1988年の間に同姓同名の「ユライ・ヤーノシーク」5人が洗礼式をうけている。1710年の除隊金の記録および1713年の審理記録によれば、実際には誕生日が1688年2月25日であり、両親はマルチン・ヤーノシーク(父)、アンナ・チシュネックまたはチシュニック(母)とされている。出典：Martin Votruba: Highwayman's life:Extant Documents About Jánošík （页面存档备份，存于） (英語) W: Slovakia Vol 39#72-73, str. 61-86 [on-line]. University of Pittsburgh.
3. ↑  (ラテン語) Fassio Janosikiana, anno 1713 die 16 mensis Martii ではヤーノシークについて "agili Georgius Janošík Tyarchoviensis latronum et praedorum antesignatus"（テルホヴァー村出身の被告ユライ・ヤーノシーク＝強盗および窃盗団のリーダー）と記している。出典：Jaká je pravda o Jánošíkovi a Ilčíkovi? （页面存档备份，存于） (チェコ語)
4. ↑  "Staré noviny liternjho uměnj"（文芸伝記新聞） 著編者不明、1785年5月発行

## 相关项目
- 義賊
- 罗宾汉- 尤拉伊·亞諾希克通常被称为“斯洛伐克的罗宾汉”。
- 鼠小僧 - 在日本以義賊着称的盗賊。